# Technische Universität Riga
Die Technische Universität Riga (lettisch Rīgas Tehniskā universitāte, kurz RTU) ist eine staatliche technische Universität in der lettischen Hauptstadt Riga. Sie umfasst acht Fakultäten.

## Geschichte
Rigaer Kaufleute und deutschbaltische Körperschaften initiierten ein polytechnisches Institut in Riga. Nachdem Zar Alexander II. im Mai 1861 die Erlaubnis gegeben hatte, wurde es nach dem Vorbild mitteleuropäischer Technischer Hochschulen errichtet und am 2. Oktober 1862 als Polytechnikum zu Riga (lettisch Rīgas Politehniskā augstskola) eröffnet. Mit einer Vorschule wurde es von den Deutsch-Balten bis 1896 als private deutsche Technische Hochschule unterhalten. Erst am 25. April 1875 wurde seitens der Staatsregierung eine Jahressubvention von 10.000 Rubel bewilligt.
Das Polytechnikum umfasste neben vier technischen Fakultäten (Architektur, Ingenieurwesen, Maschineningenieurwesen, Chemie) auch eine landwirtschaftliche und eine kommerzielle Fakultät. Die ersten Dozenten kamen aus Deutschland, der Schweiz und Österreich-Ungarn. Die Unterrichtssprache war Deutsch. Die Studentenzahl wuchs zwischen 1863 und 1869 von sechzehn auf neunzig Hörer. 1869 bezog das Polytechnikum ein neues Gebäude. Da es in Russland an Technischen Hochschulen fehlte, waren viele Studenten – insbesondere aus den Ostseegouvernements – zum Studium an die Eidgenössische Technische Hochschule Zürich, die TH Karlsruhe, die TH Dresden und die TH Hannover gegangen. Das sollte geändert werden. Am 1. Januar 1874 führte Zar Alexander die Allgemeine Wehrpflicht ein. Jetzt mussten alle Männer ab dem 21. Lebensjahr fünfzehn Jahre dienen, sechs in der Kaiserlich Russischen Armee und neun in der Reserve. Für Absolventen der russischen Hochschule, die studieren wollten, betrug die Dienstzeit aber nur sechs Monate. Dieser Unterschied führte zu einem deutlichen Anstieg der Studentenzahlen. Zu Beginn des Studienjahres 1874/75 immatrikulierten sich 59 Studenten, die Gesamtstudentenschaft umfasste 201 Mitglieder. Unter den Studenten waren zahlreiche Juden, da es am Polytechnikum – im Unterschied zu fast allen anderen Hochschulen des Russischen Kaiserreiches – keine Quotenregelung gab, um den Anteil der jüdischen Studenten zu begrenzen. Das Polytechnikum entschied stattdessen nach Leistung über die Aufnahme.
Im Zuge des Bemühens und eine Russifizierung der Ostseegouvernements verstaatlichte Zar Nikolaus die Hochschule durch Dekret vom 6. Mai 1896. Von 1896 bis 1918 hieß sie Polytechnisches Institut Riga (Rīgas Politehniskais institūts – RPI). Die Zahl der Studenten nahm weiterhin zu und belief sich 1913/14 auf 2088 Studenten. 1918/19 hieß das Polytechnikum Baltische Technische Hochschule (Baltijas Tehniskā augstskola).
Im Jahre 1919 wurde die Hochschule als Technische Fakultät der nach der neugewonnenen Unabhängigkeit gegründeten Hochschule Lettlands (Latvijas Augstskola, seit 1923: Universität Lettlands) eingegliedert. Am 1. September 1958 wurden deren technische Fakultäten wieder ausgegliedert und zur selbständigen Universität erhoben. Von 1958 bis 1983 hieß sie Polytechnisches Institut Riga, bevor sie in Polytechnisches Arvīds-Pelše-Institut Riga (Arvīda Pelšes vārdā nosauktais Rīgas politehniskais institūts) umbenannt wurde. Mitte der 1970er Jahre wurde die Hochschule zur größten Hochschule in der Lettischen Sozialistischen Sowjetrepublik. Seit März 1990 heißt sie Technische Universität Riga. Am 23. April 1992 wurde ein studentisches Parlament gegründet. Es ist die älteste studentische Selbstverwaltung in Lettland.

## Verbindungen

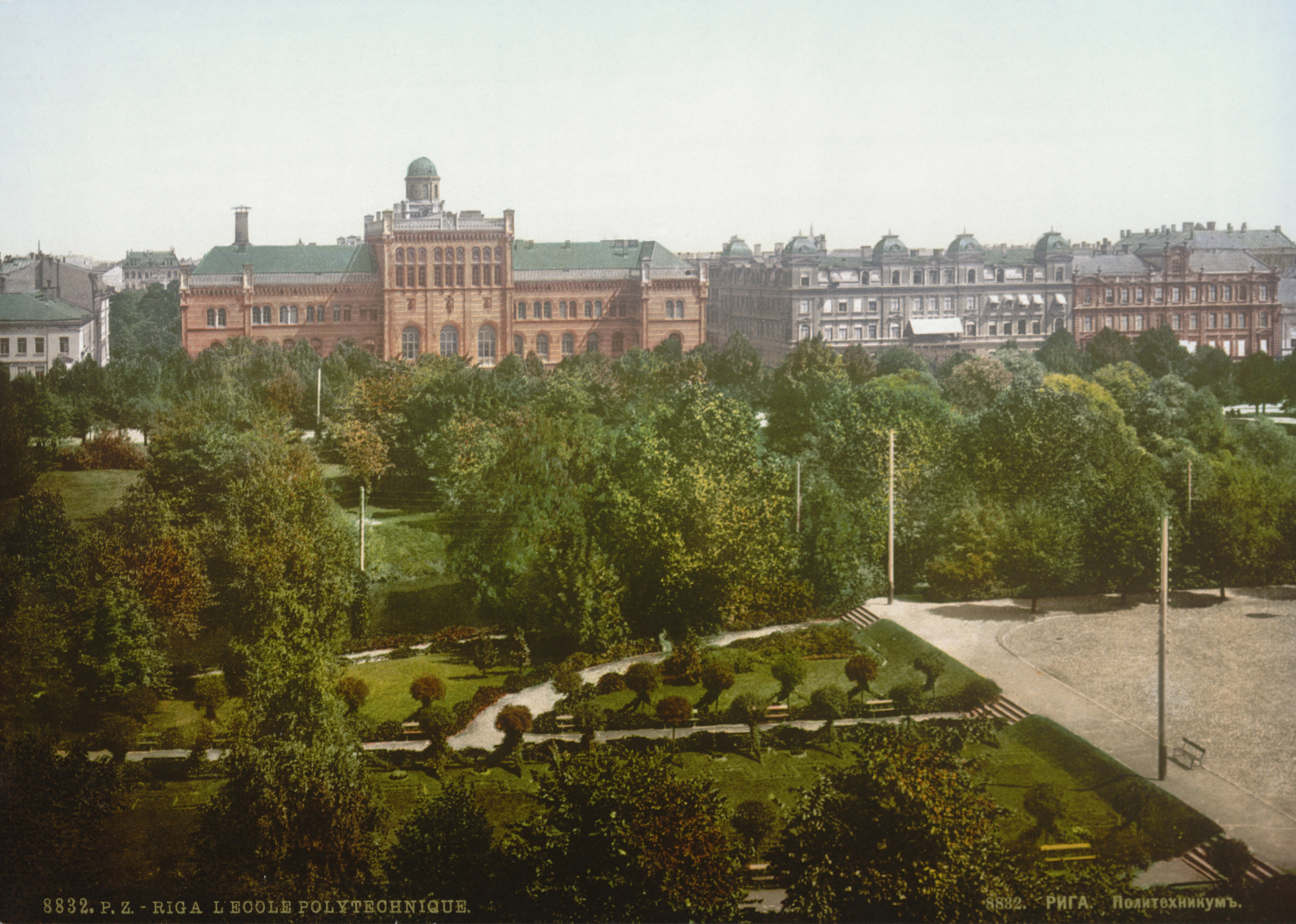
Historische Aufnahme des Polytechnikum Riga

Kurz nach Gründung der Hochschule wurde am 13. November 1865 in Riga als erste Korporation die Fraternitas Baltica gestiftet. Nichtkorporierte bildeten den Wildenverband. Dieser schloss sich mit der Fraternitas Baltica im Allgemeinen Polytechniker-Convent zusammen. Seine Verfassung und Statuten sind der Allgemeine Polytechniker-Comment (A!P!C!), der mit wenigen Änderungen bis in die 1920er Jahre gültig war. Alle Korporationsstudenten mussten ihn vor dem Eintritt in die von ihnen gewählte Verbindung ebenso garantieren wie „Wilde“, die satisfaktionsfähig sein wollten. Entsprechend dem deutschen Ehrenkodex enthielt der A!P!C! eine Ehrengerichts-Ordnung und Bestimmungen über die strafrechtlichen Normen eines Burschengerichtes (B!G!). Der Direktor und das Kuratorium des Polytechnikums akzeptierten den Comment sofort. Letztlich fehlte aber die Genehmigung durch den Zaren, die Farben öffentlich zu tragen. Am 12. September 1868, fast drei Jahre nach dem ersten Gesuch, wurde sie vom Minister in St. Petersburg verweigert. Erst am 18. Februar 1877 bestätigte der Zar die Korporationen.
Die Fraternitas Baltica hatte in ihren ersten Jahren einen doppelten Kampf zu bestehen. Zum einen kämpfte sie um die Anerkennung des Polytechnikums als eine der Universität gleichberechtigten Hochschule, zum anderen um ihre Anerkennung als eine den Dorpater Verbindungen gleichwertige Korporation. Erst im Dezember 1873 wurde ein Kartell zwischen den Chargierten-Conventen in Dorpat und Riga abgeschlossen. Angehörige beider Hochschulen waren danach verpflichtet, sich Satisfaktion zu geben und bei Ehrenhändeln einem Schiedsgericht zu unterwerfen. Mit Verruf Bestrafte mussten dem jeweils anderen Chargierten-Convent (C!C!) unter Angabe des Grundes angezeigt werden. Von Beginn an war die Fraternitas Baltica offen für Studenten aller baltischen Provinzen, aber auch für nach Riga kommende Polen. 1869 führten interne Zwistigkeiten zum Austritt einiger Deutscher und der meisten Polen. Aus Zwietracht sollte Eintracht werden. Deshalb gaben sie der am 29. November 1869 gestifteten neuen Verbindung den Namen Concordia Rigensis. Ihr polnischer Einschlag verlor sich bald. Sie wurde eine betont deutsche Korporation, die am Polytechnikum eine besondere Aufgabe erfüllte, nämlich die Gewinnung Russlanddeutscher für das Deutschtum. Erst nach der Gründung Lettlands (1918) wurde die Concordia betont „baltisch“. Beide Korporationen lagen anfangs in erbitterter Fehde. Die „Balten“ wussten die „Wilden“ an sich zu binden, so dass beide Gruppierungen den Concorden geschlossen gegenüberstanden. Da tauchte im April 1875 das Gerücht auf, eine dritte Korporation wolle sich am Polytechnikum bilden. Das kam nicht von ungefähr. Einige 1874 aus dem Deutschen Reich nach Riga gekommene Studenten hatten einen Coetus von Ausländern gebildet. Auf sie wirkte manches am Rigaschen Burschenleben und Brauchtum als befremdlich. Als besonders „krass“ wurde die Erziehung der Füchse empfunden. Man erkannte die Notwendigkeit einer dritten Korporation. Es entstand das Corps Rubonia. Heute ist der Präsidenkonvent im Umbruch.

## Fakultäten

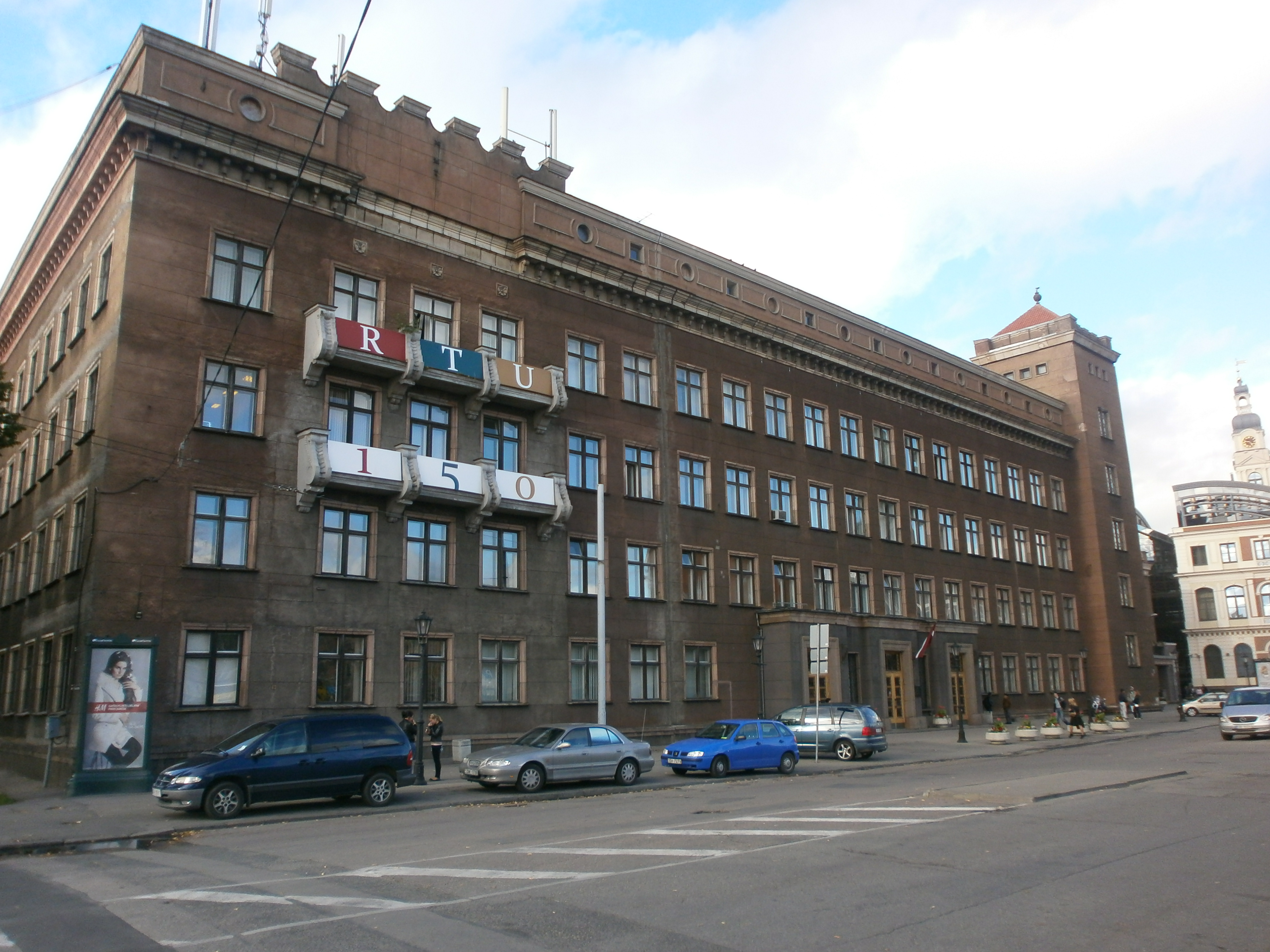
Hauptgebäude der Technischen Universität Riga

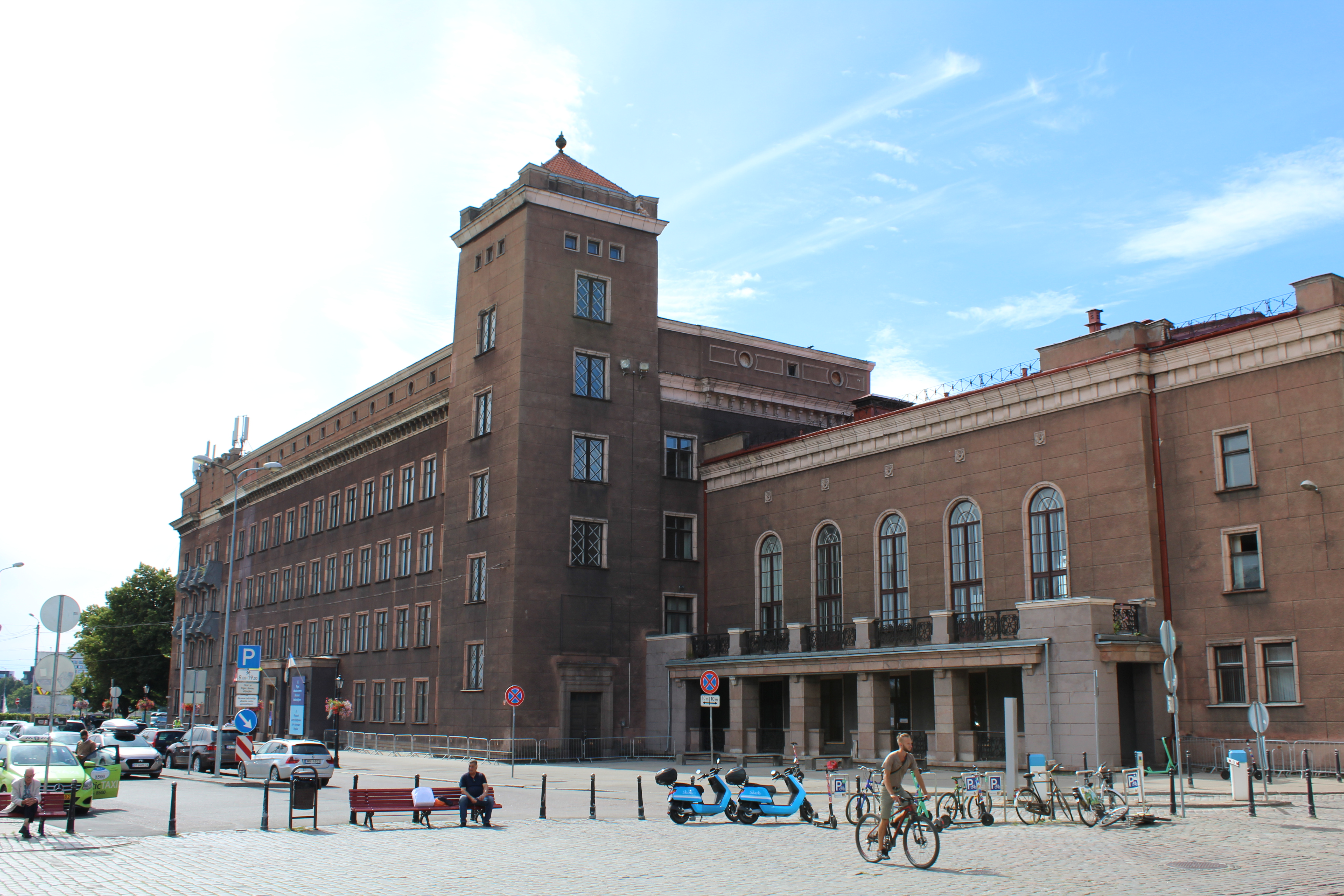
Das Hauptgebäude vom Platz der Lettischen Schützen aus gesehen.

- Fakultät für Architektur und Stadtplanung
- Fakultät für Hoch- und Tiefbau
- Fakultät für Informatik und Informationstechnik
- Fakultät für Elektrotechnik und Telekommunikation
- Fakultät für Technik und Wirtschaft
- Fakultät für Werkstoffwissenschaft und Angewandte Chemie
- Fakultät für Energie- und Elektrotechnik
- Fakultät für Verkehrs- und Maschinenbau
  - Außeruniversitäre Abteilung
  - Institut für Geisteswissenschaften
  - Institut für Sprachen
  - Institut für Luftfahrt
  - Institut für Werkstoffe und Strukturen
- Fernbildungs Studierzentrum
- FernUniversität Hagen Studienzentrum Riga
- Zentrum für Umweltgestaltung
- Lettischer Technologiepark

## Liste der Ehrendoktoren
- Arvids Upesleja-Grants
- Gunars Birkerts
- Gundars Kenins-Kings
- Juris Soikans
- Janis Bubenko
- Andris Palejs
- Reinhards Vitols
- James Kenney
- Heribert J.Oel
- Heinrich Hellmann
- Anatolijs Netusils
- Talis Millers
- Algirdas Matukonis
- Stephen Dunnett
- Henri Muller-Malek
- Guntis Bole
- Valdis Jakobsons
- Anders Flodström
- Juris Ekmanis
- John Middleton
- Rudolf Taurit
- Andrzej Bledzki
- Janis Bubenko junior
- Juris Binde
- Francesco Profumo
- Ivars Kalviņš
- Kjell Gunnar Hoff
- Olli Antero Seppänen
- Edvīns Vedējs
- Rik W. DeDoncker
- Eberhard Blümel
- Franco Milano
- Vytautas Milašius
- Āris Žīgurs
- Rik W. DeDoncker

## Persönlichkeiten
Alphabetisch geordnet

### Professoren und Dozenten
- George Armitstead (1847–1912), Ingenieur, Stadthaupt von Riga
- Engelbert Arnold (1856–1911), Schweizer Elektroingenieur
- Gustav Cohn (1840–1919), deutscher Nationalökonom
- Michail Ossipowitsch Doliwo-Dobrowolski (1862–1919), polnisch-russischer Ingenieur
- Carl Friedrich Glasenapp (1847–1915), Dozent für Sprach- und Literaturwissenschaften (1898–1912), Wagnerforscher
- Bernhard von Hollander (1856–1937), deutschbaltischer Historiker, Dozent der Handelsgeographie (1886–1898)
- Woldemar von Knieriem (1849–1935), deutschbaltischer Agrarwissenschaftler (1880–1919)
- Étienne Laspeyres (1834–1913), deutscher Nationalökonom und Statistiker
- Lidija Karlowna Lepin (1891–1985), russisch-sowjetische Physikochemikerin
- Leonidas Lewicki (1840–1907), österreichisch-deutscher Maschinenbauingenieur
- Ignacy Mościcki (1867–1946), polnischer Wissenschaftler und Politiker, polnischer Staatspräsident von 1926 bis 1939
- Georg Noltein (1854–1936), deutsch-baltisch-russisch-lettischer Eisenbahningenieur und Hochschullehrer
- Wilhelm Ostwald (1853–1932), deutschbaltischer Chemiker, Nobelpreisträger für Chemie (1909) und Philosoph
- Hermann Pflaum (1862–1912), russischer und deutsch-baltischer Physiker, Professor 1906–1912
- Wilhelm Ritter (1847–1906), Schweizer Bauingenieur
- Philipp Schweinfurth (1887–1954), deutschbaltischer Kunsthistoriker
- August Toepler (1836–1912), deutscher Physiker
- Paul Walden (1863–1957), russisch-lettisch-deutscher Chemiker und Wissenschaftshistoriker

### Studenten
- Bruno Abakanowicz (1852–1900), polnischer Mathematiker
- Władysław Anders (1892–1970), polnischer General und Politiker
- Bernhard Bielenstein (1877–1959), deutschbaltischer Architekt
- Michail Ossipowitsch Doliwo-Dobrowolski (1862–1919), russischer Ingenieur, Erfinder des Asynchronmotors
- Rudolf Gundlach (1892–1957), polnischer Ingenieur, Erfinder und Panzerkonstrukteur
- Wilhelm Klumberg (1886–1942), deutschbaltischer Staatswissenschaftler, Gründer des Herder-Instituts Riga
- Ignacy Mościcki (1867–1946), Präsident Polens
- Alfred Rosenberg (1893–1946), Studium der Architektur (1910–1918), NS-Chefideologe
- Eduard O’Rourke (1876–1943), erster Bischof von Danzig
- Inga Skujiņa (* 1971), lettische Diplomatin, Botschafterin in Deutschland
- Eduard Tschunkur (1874–1946), deutscher Industriechemiker
- Paul Walden (1863–1957), lettisch-deutscher Chemiker
- Friedrich Zander (1887–1933), Erfinder und Raketenbauer